# Cantuaria collensis
Cantuaria collensis är en spindelart som först beskrevs av Todd 1945.  Cantuaria collensis ingår i släktet Cantuaria och familjen Idiopidae. Inga underarter finns listade.